# Peter Kirui
Pour les articles homonymes, voir Kirui.
Peter Cheruiyot Kirui  (né le 2 janvier 1988) est un athlète kényan, spécialiste des courses de fond. 

## Biographie
En 2011, sur 10 000 mètres, il remporte le titre de champion du Kenya et se classe sixième des championnats du monde de Daegu. Il participe en tant que lièvre au Marathon de Berlin 2011 et permet à son compatriote Patrick Makau d'établir un nouveau record du monde du marathon.
En avril 2014, il remporte le Semi-marathon de Prague en portant son record personnel à 59 min 22 s.

## Records
| Épreuve       | Performance     | Lieu      | Date            |
| ------------- | --------------- | --------- | --------------- |
| 10 000 m      | 27 min 25 s 63  | Daegu     | 28 août 2011    |
| Semi-marathon | 29 min 22 s     | Prague    | 5 avril 2014    |
| Marathon      | 2 h 06 min 31 s | Francfort | 30 octobre 2011 |